# فصل سفید خشک
فصل خشک سپید (انگلیسی: A Dry White Season)فیلمی درام محصول ۱۹۸۹ آمریکا به کارگردانی اوزان پالسی و با بازی دونالد ساترلند، یورگن پروشناو، مارلون براندو، جنت سوزمن، زاکس موکای و سوزان ساراندون است. فیلمنامهٔ آن را کالین ولند و پالسی بر پایهٔ رمان فصل خشک سپید اثر آندره برینک نوشته‌اند. رابرت بولت نیز بدون دریافت اعتبار رسمی، در بازنویسی فیلمنامه مشارکت داشت. داستان فیلم در آفریقای جنوبیِ سال ۱۹۷۶ می‌گذرد و به مسئلهٔ آپارتاید می‌پردازد. براندو برای ایفای نقش در این فیلم، نامزد دریافت جایزه اسکار بهترین بازیگر نقش مکمل مرد شد.

## داستان
در سال ۱۹۷۶، در دوران آپارتاید در آفریقای جنوبی، بن دو تویت (دونالد ساترلند) آموزگار مدرسه‌ای مخصوص سفیدپوستان است. یک روز، پسر باغبانش، گوردون انگوبنه (وینستون نتشونا)، که در یک تظاهرات مسالمت‌آمیز در حمایت از سیاست آموزشی بهتر برای سیاه‌پوستان شرکت کرده بود، به‌دست پلیس سفیدپوست کتک می‌خورد. گوردون از بن، که پسرانشان با یکدیگر دوست هستند، تقاضای کمک می‌کند، اما بن به پلیس اعتماد دارد و کمکی نمی‌کند. اندکی بعد، گوردون نیز بازداشت می‌شود و به‌دست سروان شولتس (یورگن پروشناو) شکنجه می‌شود. با وجود مخالفت همسرش، سوزان (جنت سوزمن)، و دخترش، سوزت (سوزانا هارکر)، بن خود برای یافتن حقیقت دربارهٔ ناپدید شدن باغبانش وارد عمل می‌شود. پس از آن‌که درمی‌یابد گوردون و پسرش به‌دست پلیس کشته شده‌اند، تصمیم می‌گیرد موضوع را به دادگاه بکشاند و با کمک وکیل ایان مک‌کنزی (مارلون براندو) اقدام قانونی می‌کند، اما شکست می‌خورد.
با این‌حال، بن دست از تلاش برنمی‌دارد و با گروهی از سیاه‌پوستان از جمله راننده‌اش، استنلی ماکایا (زاکس موکای), برای انجام مصاحبه و گردآوری اسناد به منظور ایجاد تغییرات اجتماعی همکاری می‌کند. این اقدامات از سوی مدیر مدرسه، کلوت (ریچارد ویلسون), نادیده گرفته نمی‌شود و او بن را به‌دلیل «خیانت به نظم موجود» اخراج می‌کند. بن به او حمله می‌کند و سپس با تهدید اسلحه از محوطه مدرسه بیرون رانده می‌شود. پسر بن نیز به‌دلیل درگیری با هم‌کلاسی‌هایی که او را به خیانت نژادی و کمونیست بودن متهم می‌کنند، از مدرسه اخراج می‌شود.
پلیس سفیدپوست از فعالیت‌های آنان آگاه می‌شود و برخی از افراد مرتبط را بازداشت می‌کند. بن برای تشکیل پرونده مدنی، اقدام به جمع‌آوری اظهارنامه می‌کند و آن‌ها را در خانه‌اش پنهان می‌سازد. او پسرش را در جریان این نقشه قرار می‌دهد. دختر و پسرش محل پنهان‌سازی مدارک را یاد می‌گیرند. پس از بازرسی خانه توسط پلیس، در نزدیکی محل پنهان‌سازی انفجاری رخ می‌دهد، چون دختر محل را به پلیس لو داده بود، اما پسر توانسته بود مدارک را نجات دهد. امیلی (توکو نتشینگا)، همسر گوردون، زمانی که حاضر به ترک خانه‌اش نمی‌شود، به‌قتل می‌رسد. همسر و دختر بن او را ترک می‌کنند، اما دخترش پیشنهاد می‌دهد مدارک را به جایی امن‌تر منتقل کند.
آن‌ها در رستورانی دیدار می‌کنند. بن به دخترش، بی‌آن‌که متوجه شود، مدارک جعلی می‌دهد تا به سروان شولتس تحویل دهد. در واقع، او به‌جای اسناد، کتابی درباره هنر به او داده بود. در پایان فیلم، بن زیر گرفته می‌شود و می‌میرد. سپس استنلی برای انتقام، شولتس را می‌کشد.

## بازیگران
- دونالد ساترلند در نقش بن دو تویت
- جنت سوزمن در نقش سوزان دو تویت
- سوزانا هارکر در نقش سوزت دو تویت
- روئن المز در نقش یوهان دو تویت
- مارلون براندو در نقش ایان مک‌کنزی
- سوزان ساراندون در نقش ملانی بروور
- یورگن پروشناو در نقش سروان شولتس
- زاکس موکای در نقش استنلی ماکایا
- لئونارد مگوایر در نقش پروفسور بروور
- وینستون نتشونا در نقش گوردون انگوبنه
- توکو نتشینگا در نقش امیلی انگوبنه
- بخیتمبا مپوفو در نقش جاناتان انگوبنه
- مایکل گمبون در نقش قاضی
- رونالد پیکاپ در نقش لو
- پل بروک در نقش دکتر هرتزوگ
- ریچارد ویلسون (بازیگر اسکاتلندی) در نقش کلوت
- جان کانی در نقش جولیوس
- ژرار تولن در نقش سرهنگ ویلهوئن
- دیوید د کیسر در نقش پدر سوزان

## تولید
پیش از آغاز تولید، شرکت برادران وارنر پروژه را رد کرد و فیلم به ام‌جی‌ام واگذار شد. اوزان پالسی برای بازنمایی واقع‌گرایانه فیلم، به‌شکل پنهانی و با هویت یک خواننده وارد سووتو شد تا درباره شورش‌ها تحقیق کند. براندو که تحت تأثیر تعهد اجتماعی پالسی قرار گرفت، از بازنشستگی خودخواسته‌اش بازگشت و در نقش وکیل مدافع حقوق بشر ظاهر شد. او پذیرفت با دستمزد پایهٔ صنفی (۴٬۰۰۰ دلار) کار کند، که بسیار پایین‌تر از دستمزد معمولش بود. دستمزد دونالد ساترلند و سوزان ساراندون نیز کاهش یافت. بودجهٔ فیلم تنها ۹ میلیون دلار بود. اوزان پالسی نخستین کارگردان زن و نخستین کارگردان سیاه‌پوستی شد که مارلون براندو را کارگردانی کرد.
فیلم در استودیوهای پاین‌وود در باکینگهام‌شر انگلستان و در محل‌هایی در زیمبابوه فیلم‌برداری شد.

### موسیقی
دیو گروزین موسیقی فیلم را ساخت که بیشتر حالتی ملایم و محتاطانه دارد. تم اصلی خاصی وجود ندارد، جز قطعه‌های غم‌انگیز فلوگل‌هورن از هیو مسکلا که در صحنه‌های اندوه‌بار شنیده می‌شود. شرکت کریتزرلند آلبوم موسیقی متن فیلم را در قالب سی‌دی منتشر کرد که شامل ۱۵ قطعه از موسیقی فیلم و چهار قطعهٔ اضافه بود. این سی‌دی نام نوازندگان را ذکر نمی‌کند و قطعات اجراشده توسط گروه لیدی‌اسمیت بلک ممبازو را که در فیلم به‌طور برجسته استفاده شده بودند، دربر نمی‌گیرد.

## بازخورد
فیلم در زمانی منتشر شد که آفریقای جنوبی درگیر ناآرامی‌های سیاسی و اعتراض‌های مکرر بود. این فیلم ابتدا توسط سانسورچیان آفریقای جنوبی ممنوع شد، چراکه معتقد بودند می‌تواند به اصلاحات آپارتایدی رئیس‌جمهور اف. و. دکلرک آسیب بزند. این ممنوعیت در سپتامبر ۱۹۸۹ برداشته شد و فیلم در جشنواره فیلم ویکلی میل در ژوهانسبورگ به نمایش درآمد.
مارلون براندو برای بازی در این فیلم نامزد جایزه اسکار بهترین بازیگر نقش مکمل مرد شد و جایزه بهترین بازیگر جشنواره فیلم توکیو را نیز دریافت کرد. پالسی نیز به‌دلیل دستاورد برجستهٔ سینمایی‌اش، جایزهٔ «اورسن ولز» را در لس‌آنجلس دریافت کرد.